# Echipa națională de fotbal a statului Trinidad și Tobago
Echipa națională de fotbal a statului Trinidad și Tobago este echipa selecționata națională masculină de fotbal a statului Trinidad și Tobago, care reprezintă țara în competițiile internaționale. Echipa este administrată de Federația de Fotbal din Trinidad și Tobago. Trinidad și Tobago deține recordul de a fi cea mai mică țară din lume (atât ca populație cât și dimensiune) care s-a calificat la turneul final al Campionatului Mondial de Fotbal. Echipele naționale separate ale Trinidadului și cea a Tobago nu sunt afiliate la FIFA sau CONCACAF, dar sunt afiliate la Federația de Fotbal din Trinidad și Tobago.

## Palmares
- Campionatul Mondial de Fotbal

| 1930 până în 1962 | Nu a participat  | Nu a participat  | Nu a participat  | Nu a participat  | Nu a participat  | Nu a participat  | Nu a participat  | Nu a participat  | Nu a participat  | Nu a participat  |
| 1966 până în 2002 | Nu s-a calificat | Nu s-a calificat | Nu s-a calificat | Nu s-a calificat | Nu s-a calificat | Nu s-a calificat | Nu s-a calificat | Nu s-a calificat | Nu s-a calificat | Nu s-a calificat |
| 2006              | Faza Grupelor    | 27               | 3                | 0                | 1                | 2                | 0                | 4                |                  |                  |
| 2010 până în 2018 | Nu s-a calificat | Nu s-a calificat | Nu s-a calificat | Nu s-a calificat | Nu s-a calificat | Nu s-a calificat | Nu s-a calificat | Nu s-a calificat | Nu s-a calificat | Nu s-a calificat |
| 2022              | Va urma          | Va urma          | Va urma          | Va urma          | Va urma          | Va urma          | Va urma          | Va urma          | Va urma          | Va urma          |
| 2026              | Va urma          | Va urma          | Va urma          | Va urma          | Va urma          | Va urma          | Va urma          | Va urma          | Va urma          | Va urma          |
| Total             | 1/21             | Locul 27         | 3                | 0                | 1                | 2                | 0                | 4                |                  |                  |

| Istoria Campionatului Mondial | Istoria Campionatului Mondial | Istoria Campionatului Mondial     | Istoria Campionatului Mondial |
| Anul                          | Runda                         | Scor                              | Rezultat                      |
| ----------------------------- | ----------------------------- | --------------------------------- | ----------------------------- |
| 2006                          | Faza Grupelor                 | Trinidad și Tobago 0 – 0 Suedia   | Egal                          |
| 2006                          | Faza Grupelor                 | Trinidad și Tobago 0 – 2 Anglia   | Înfrângere                    |
| 2006                          | Faza Grupelor                 | Trinidad și Tobago 0 – 2 Paraguay | Înfrângere                    |

## Recorduri fotbaliști

### Cei mai selecționați fotbaliști
| Locul | Jucător          | Selecții | Goluri | Ani       |
| ----- | ---------------- | -------- | ------ | --------- |
| 1     | Angus Eve        | 117      | 34     | 1994–2005 |
| 2     | Stern John       | 115      | 70     | 1995–2011 |
| 3     | Marvin Andrews   | 101      | 10     | 1996–2009 |
| 4     | Densill Theobald | 90       | 2      | 2002–     |
| 5     | Dennis Lawrence  | 89       | 5      | 2000–2010 |
| 6     | Carlos Edwards   | 83       | 4      | 1999–     |
| 7     | Russell Latapy   | 81       | 29     | 1988–2009 |
| 8     | Clayton Ince     | 79       | 0      | 1997–2010 |
| 9     | Dwight Yorke     | 74       | 19     | 1989–2009 |
| 10    | Arnold Dwarika   | 73       | 28     | 1993–2009 |

### Cei mai buni marcatori
| Locul | Jucător         | Selecții | Goluri | Ani       |
| ----- | --------------- | -------- | ------ | --------- |
| 1     | Stern John      | 115      | 70     | 1995–2011 |
| 2     | Angus Eve       | 117      | 34     | 1994–2005 |
| 3     | Russell Latapy  | 81       | 29     | 1988–2009 |
| 4     | Arnold Dwarika  | 73       | 28     | 1993–2009 |
| 5     | Cornell Glen    | 63       | 23     | 2002–     |
| 6     | Leonson Lewis   | 36       | 22     | 1988–1996 |
| 6     | Nigel Pierre    | 56       | 22     | 1999–2005 |
| 8     | Dwight Yorke    | 74       | 19     | 1989–2009 |
| 9     | Devorn Jorsling | 38       | 17     | 2007–     |
| 10    | Steve David     | 16       | 16     | 1972–1976 |

## Antrenori
| Nume                   | De la             | până în          |
| ---------------------- | ----------------- | ---------------- |
| Bertille St. Clair     | mai 1997          | februarie 2000   |
| Ian Porterfield        | 1 martie 2000     | 25 iunie 2001    |
| René Simões            | iunie 2001        | mai 2002         |
| Hannibal Najjar        | 23 octombrie 2002 | 1 aprilie 2003   |
| Zoran Vraneš           | 2 aprilie 2003    | 14 mai 2003      |
| Stuart Charles Fevrier | 15 mai 2003       | 16 ianuarie 2004 |
| Bertille St. Clair     | 16 ianuarie 2004  | 31 martie 2005   |
| Leo Beenhakker         | 31 martie 2005    | 20 iunie 2006    |
| Wim Rijsbergen         | 11 iulie 2006     | 4 decembrie 2007 |
| Francisco Maturana     | 4 ianuarie 2008   | 8 aprilie 2009   |
| Russell Latapy         | 8 aprilie 2009    | 2011             |
| Otto Pfister           | 2011              | 2012             |
| Hutson Charles         | 2012              | prezent          |

Alți antrenori:
- Anton Corneal
- Everald Cummings
- Ronald La Forest
- Edgar Vidale (1976)
- Roderick Warner
- Jan Zwartkruis
- Kevin Verity (1973–1974)
- Americo Brunner
- Jimmy Hill
- Frank Brennan
- Michael Laing
- Casa Grande
- Jochen Figge
- Jim McGuinness